# Холандска књижевност у 18. веку
Холандска књижевност у 18. веку је попримила утицај из Енглеске и Француске. Још са краја 17. века почело је слабљење политичког и економског утицаја Републике седам уједињених провинција. 

## Историја
Власт у Републици седам уједињених провинција су држали регенти. Регенти су били имућни грађани који су нили на власти од 1702. године. Ова титула је била у већини случајева наслеђивана. Ипак се јаља потреба за краљем тако да је на престо доведен Вилем IV Орански. Услед Наполеонових ратова окупира се данашња Холандија и Белгија. Од 1795. године на Низоземље се односи као на Батавијску републику. Име добија по једном германском племену Батавијци који су живели на простору Низоземске за време античког Рима. 1805. Наполеон управу Батавијске републике даје свог брата Луја Наполеона и Низоземље постаје Краљевина Холандија која је 1810. године припојена Француској. Након пораза Наполеона и захваљујући Бечким конгресом уједињује се северно и јужно Низоземље у Краљевину Холандију на челу са династијом Орање.

## Просветитељство
Од просветитељстава које је у европским размерама облежио 18. век, у Холандији је била најприхваћенија његова рационална страна. Нагласак се стваља на образовање и васпитање, тако да већина дела која су стварана у овом добу имају дидактички карактер. Оснивана су добротворна удружења попут Друштва за општу добробит ( Maatschappij tot Nut van 't Algemeen). Резултати су били видљиви, ницање школа, формирање фондова за стипендије, осниване су библиотеке.
Балтазар Бекер, амстердамски проповедник који се укључује у борбу за просвећење. Значајана је његова студија '' Зачарани свет'' ( De betooverde wereld ) који тврди да нема места сујеверју у рационалном свету. Захваљујући овој студији престају прогони вештица..
Из рационализма јавља се сентиментализам.
Класицистичко позориште је једна од тековина просветитељства. Основана захваљујући удружењу Ништа није тешко кад се хоће ( Nil volentibus arduum). Карактеристике класицистичке драме су :
- угледање на античке узоре
- доследна примена закона о три драмска јединства ( радње, места и времена)
- 5 чинова
- истинитост
- сажетост
- типски карактер
- дидатичка улога

Питер Лангендејк ( Pieter Langendijk), писац је комедије ''Обострана брачна превара'' (Het wederzijds huwelijksbedrog). 
Критика колонијализма је важна одлика књижевности у овом периоду. Поједини писци постају свесни особина колонијализма и указују на њих. Најзначајни писци оваквих књижевних дела су:
- Оно Звир ван Харен ( Onno Zwier van Haren), трагедија Агон, султан Бантама ( Agon, Sulthan van Bantam)
- Елизабет Марија Пост ( Elisabeth Maria Post) , Reinhart

## Књижевност за децу
Деца су посматрана као нешто што плени просвећеног грађананина својом природношћу, подстичући потебу за усавршавањем и обликовањем.
Хијеронимус ван Алфен ( Hieronymus van Alphen) познат је као утемељивач песама за децу. Најпознатија збирка песама је "Песмице за децу" ( Proeve van Kleine Gedichten voor Kinderen). Уобичајени мотиви су они који указују на: марљивост у учењу, врлине попут искрености и послушности, однос родитељ- дете.

## Лирика
- Духовна

Духовна поезија доживљава узлет са Јаном Лајкеном ( Jan Luyken) и његовом '' Часном и крепосном песмарицом'' ( Zedelyke en stichtelijke zangen).
- Svetovna

Што се тиче световне лирике, доминира љубавна и пасторална поезија. Најзначајнији представник љубавне поезије је Јакобус Белами( Јаcobus Bellamy) са збирком песама ''Песме моје младости'' (Gezangen mijner jeugd) а пасторалне Хуберт Корнелис Поут ( Hubert Korneliz.Poot) са темама идиличног сеоског живота.

## Роман
Роман у 18. веку добија свој данашњи облик и постаје изузетно популаран у Холандији. Успон романа 1780. године. У холандској књижевности разликујемо неколико врста:
- Епистоларни роман, роман у писмима, најзначајнији представници су Елизабет Марија Потс са романима ''Земља'' (Het land) и Reinhart ,Бела ван Зајлен, која је писала на француском језику.
- Сентиментални роман, који враћа осећајност рационализму своје место налази у делима Рејнвиса Фејта ( Rhijnvis Feith). Најзначајније дело овог писца је свакако ''Јулија'' (Julia) која је преведена на француски, немачки и руски.
- Пикарски роман, постаје популаран почетком 18. века. Ова врста романа истовремено пружају задовољење воајерских потреба и исмевају дволичност друштвеног морала. Представник ове врсте романа је писац Николас Хејнсијус (Nikolaas Heinsius) са романом ''Забавни авантуриста''( Den vermakelyken avanturier).